# Faculté de théologie protestante de Paris
Pour les articles homonymes, voir Faculté de théologie protestante.

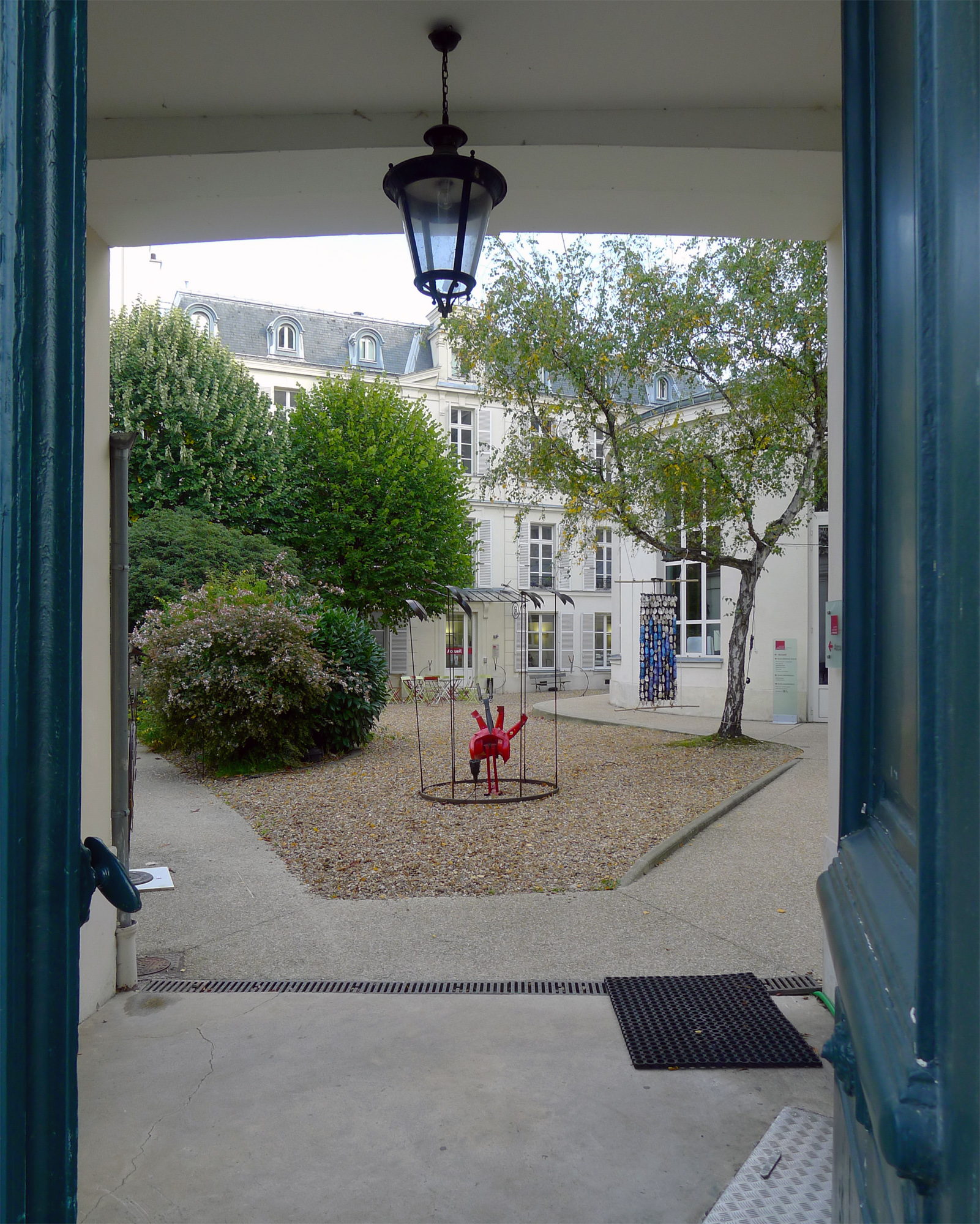
Vue sur la cour intérieure.

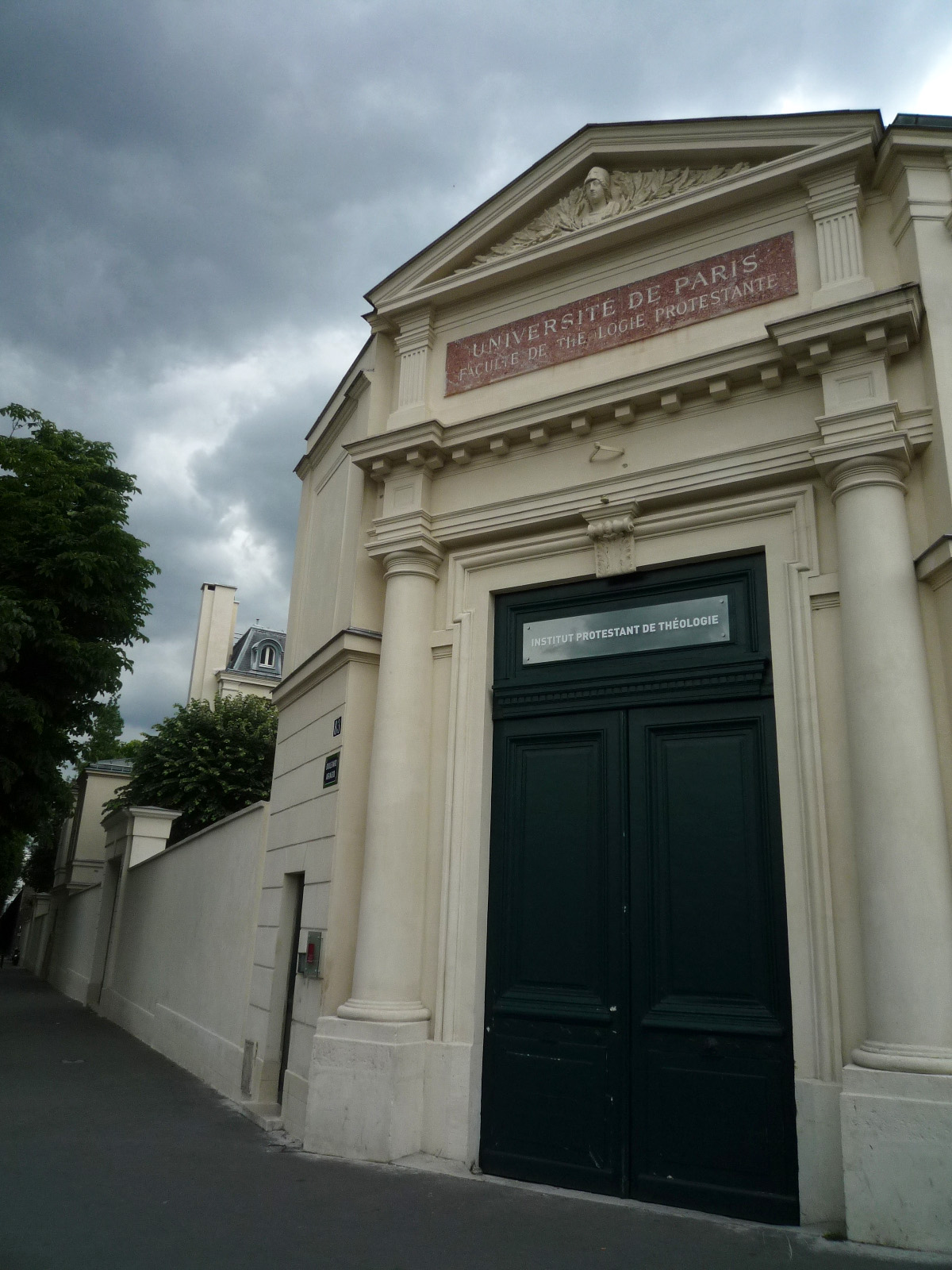
Fronton rappelant l'appartenance à l'université de Paris jusqu'en 1905.

La faculté de théologie protestante de Paris  est l'une des deux composantes de l'Institut protestant de théologie, avec la faculté de théologie protestante de Montpellier.
Elle forme les pasteurs de traditions réformée et luthérienne, notamment ceux de l’Église protestante unie de France, et reçoit des étudiants par le biais d'échanges multilatéraux avec d'autres universités.
La faculté délivre des diplômes de niveau licence, master et doctorat. Une convention avec la faculté de théologie protestante de Strasbourg, université d’État, permet, depuis 2008, de faire reconnaître les diplômes de licence par l'État.
Elle est située no 83, boulevard Arago dans le 14e arrondissement de Paris.

## Histoire
Après la signature du traité de Francfort, le 10 mai 1871, entraînant la perte de l'Alsace-Lorraine, la faculté de théologie protestante de Strasbourg doit être remplacée. L'État, qui a autorité puisqu'il s'agit d'une faculté d'État, souhaite transférer la faculté à Paris. Le décret du 27 mars 1877 prévoit que « la faculté mixte de théologie protestante dont le siège était à Strasbourg est transférée à Paris »,.
La faculté ouvre en novembre 1877, et sont nommés deux professeurs titulaires de chaire de théologie protestante de Strasbourg, Frédéric Lichtenberger, qui devient doyen, et Auguste Sabatier. Ils sont rejoints par quatre maîtres de conférences à la rentrée universitaire. En 1879, deux professeurs directement nommés par le gouvernement, Ariste Viguié et Gaston Bonet-Maury, les rejoignent.
Durant deux années académiques, la faculté a occupé les locaux de l'ancien collège Rollin, rue Lhomond. En 1878, le ministère de l'instruction publique acquiert un ensemble immobilier à l'angle du boulevard Arago et de la rue du Faubourg-Saint-Jacques afin d'y loger la nouvelle faculté et y fait aménager un amphithéâtre. Les nouveaux bâtiments sont inaugurés le 7 novembre 1879 par Jules Ferry. Elle accueille 22 étudiants en 1877 et 30 étudiants en 1882.
Jusqu'en 1905, la faculté fait partie de l'université de Paris. Après la séparation des Églises et de l'État, en 1905, elle passe sous la direction des Églises protestantes, et prend l'intitulé de « faculté libre de théologie protestante ». 
En 1973, les facultés de théologie protestantes de Paris et de Montpellier se regroupent sous une structure unique, l’Institut protestant de théologie (IPT).

## Enseignants actuels
- Axel Bühler : Ancien Testament

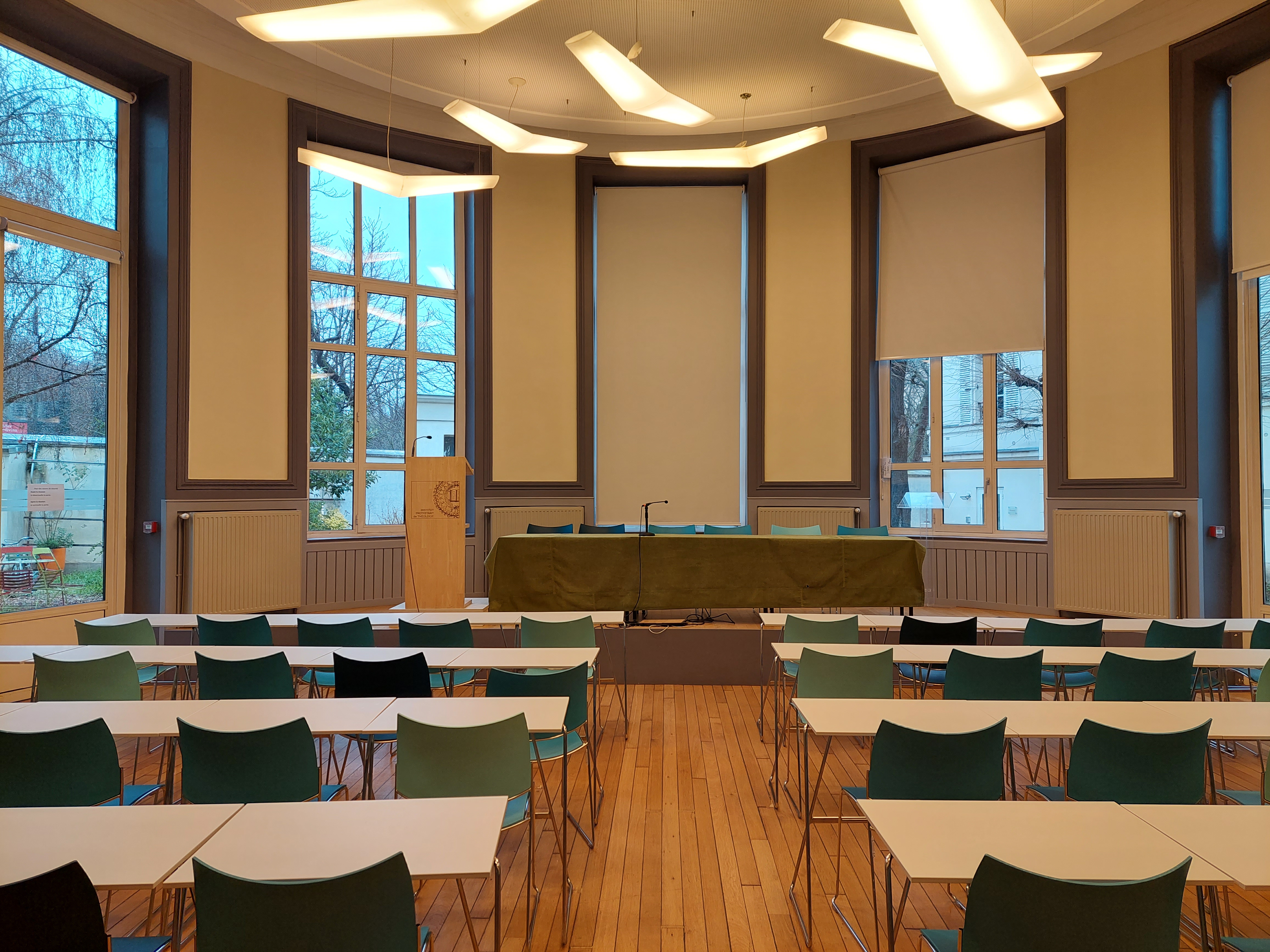
Amphithéâtre Raphaël Picon de la faculté de Paris de l'institut protestant de théologie.

- Valérie Nicolet : Nouveau Testament
- Anna van den Kerchove : histoire du christianisme ancien et patristique
- Pierre-Olivier Léchot : histoire du christianisme à l'époque moderne
- Frédéric Chavel : dogmatique
- Marc Boss : philosophie et éthique
- Nicolas Cochand : théologie pratique

### Docteurshonoris causa
- James H. Cone, théologien américain.
- Madeleine Barot, secrétaire générale de la Cimade, Juste parmi les nations,
- André Encrevé, professeur d'histoire moderne, université Paris-Est Créteil Val-de-Marne,
- Élisabeth Labrousse, philosophe et historienne de la Réforme,
- Jean Zumstein, théologien et professeur de théologie, université de Zurich

## Anciens enseignants et étudiants

### Anciens enseignants
- Olivier Abel (1953-), professeur et doyen
- Raoul Allier (1862-1939), professeur, doyen
- Jean Baubérot (1941-), professeur d'histoire du protestantisme contemporain
- Gaston Bonet-Maury (1842-1919), professeur[7]
- Marianne Carbonnier-Burkard (1949-), professeur et doyenne
- Maurice Carrez (1922-2002), professeur de Nouveau Testament et de grec biblique
- Georges Casalis (1917-1987), étudiant, professeur et doyen
- Oscar Cullmann (1902-1999), étudiant, professeur invité (1954-1968)
- Jean-Daniel Dubois (1946-), professeur d'histoire de l'Église ancienne
- André Dumas (1918-1996), professeur de philosophie et d'éthique, doyen
- Philippe de Félice (1880-1964), professeur
- Laurent Gagnebin (1939-), professeur et doyen
- Maurice Goguel (1880-1955), professeur et doyen
- André Jundt, (1877-1947), professeur de dogmatique luthérienne
- Auguste Lecerf (1872-1943), professeur de dogmatique réformée
- Frédéric Lichtenberger (1832-1899) professeur et doyen
- Adolphe Lods, (1867-1948), professeur d'Ancien Testament, Académie des inscriptions et belles lettres
- Marc Lods (1908-1988) professeur et doyen
- Louis Massebieau (1840-1904), professeur adjoint, maître de conférences à l'École des hautes études[8]
- Pierre Maury (1890-1956), professeur
- Eugène Ménégoz (1838-1921), professeur, doyen
- Étienne Meyer (1895-1991), pasteur luthérien, directeur du séminaire de la faculté
- Mikael Mogren (1969-), évêque suédois
- Wilfred Monod (1867-1943), professeur
- André Parrot (1901-1980), étudiant, chargé de cours de langue et littérature hébraïques (1937-1949)
- Jacques-Noël Pérès (1949-), professeur et doyen
- Raphaël Picon (1968-2016), professeur et doyen
- Frank Puaux (1844-1922), professeur adjoint (1882), directeur de la Revue chrétienne
- Paul Ricœur (1913-2005), professeur, philosophe[9]
- Auguste Sabatier (1839-1901), professeur et doyen
- Françoise Smyth-Florentin (1931-2023), professeure et doyenne
- Richard Stauffer (1921-1984), professeur et directeur d'études à l’École pratique des hautes études
- John Viénot (1859-1933), professeur d'histoire
- Ariste Viguié (1827-1890), professeur

### Anciens étudiants
- Paul Arnal (1871-1950), pasteur et spéléologue
- Marc Boegner (1881-1970), pasteur, président de la Fédération protestante de France
- Pierre Courthial (1914-2009), pasteur et théologien
- Henri Roser (1899-1981), pasteur, président du Mouvement international de la Réconciliation
- Yann Roullet (1915-1944), pasteur, mort pour la France au Struthof[10]
- Laurent Schlumberger (1957-), ancien président de l'Église protestante unie de France
- Emmanuelle Seyboldt (1970-), présidente de l'Église protestante unie de France
- Alfred Wautier d'Aygalliers (1887-1943), bachelier (1909), pasteur[11]
- Charles Wagner (1852-1918)

### Bibliothèque Raoul Allier et Fonds Paul Ricœur
Le 27 mai 2010, les locaux, rénovés et augmentés des installations du Fonds Paul Ricœur, sont inaugurés par le président Nicolas Sarkozy. La faculté héberge le fonds Paul Ricœur, centre de recherche sur la pensée du philosophe, constitué grâce au legs de sa bibliothèque. 

### Activités de recherche et partenariats institutionnels
La faculté héberge les activités du Groupe de recherche en histoire des protestantismes, fondé en 2000 à l’initiative de Marianne Carbonnier-Burkard, André Encrevé et Bernard Roussel. Il réunit près de cent chercheurs d'Europe et d'Amérique du Nord, issus des différentes disciplines travaillant sur les champs de l’histoire des protestantismes, du XVIe siècle à nos jours.
La faculté entretient des relations avec l'Institut catholique de Paris, l'Institut de théologie orthodoxe Saint-Serge, l'École pratique des hautes études et l'université Paris-Sorbonne. Elle est membre de l'Institut supérieur d'études œcuméniques.
Intégrée dans le programme d'échange Erasmus, elle entretient des partenariats d'échange avec plusieurs universités européennes.